# 文綱
文綱（ぶんこう、拼音: wén gāng、貞観10年（636年） - 開元15年（727年）8月15日）は、中国唐代の律宗の僧侶である。姓は孔。